# Catocala disjuncta
Catocala disjuncta ist ein Schmetterling (Nachtfalter) aus der Familie der Eulenfalter (Noctuidae).

## Merkmale

### Falter
Die Flügelspannweite der Falter beträgt 41 bis 44 Millimeter. Die Vorderflügeloberseite zeigt verschiedene Brauntöne sowie eine graue Überstäubung. Die äußere Querlinie ist schwarzbraun und weist eine lange, nach innen gerichtete Spitze nahe am Innenrand auf. Die Nierenmakel ist teilweise hell gefüllt und hebt sich deutlich ab. Die Hinterflügeloberseite hat eine gelbe Farbe, ein breites, schwarzbraunes Außenband sowie ein gleichfarbiges, schmaleres, leicht gebogenes Mittelband, das am Ende stark abknickt.

### Raupe
Die Raupen sind hellgrau gefärbt und auf der gesamten Körperoberfläche mit kleinen dunklen Punkten marmoriert. Sie zeigen außerdem rötlich gefärbte Warzen auf dem Rücken. Der Kopf ist rotbraun und mit zwei weißlichen halbmondförmigen Streifen sowie einer schwärzlichen Netzung versehen.

### Ähnliche Arten
- Die ähnliche Art Catocala diversa unterscheidet sich von Catocala disjuncta durch das Fehlen der grauen Überstäubung auf der Vorderflügeloberseite sowie das nicht abgeknickte innere Mittelband auf der Hinterflügeloberseite. Catocala diversa ist mit einer Flügelspannweite von 47 bis 49 Millimetern auch größer.
- Catocala separata ist im Gesamterscheinungsbild wesentlich dunkler.

## Verbreitung und Lebensraum
Catocala disjuncta kommt von Südosteuropa bis nach Kleinasien lokal verbreitet vor. Die Art besiedelt in erster Linie warme, lichte Eichenwälder und Steppenhänge.

## Lebensweise
Die Falter sind hauptsächlich im Juni und Juli anzutreffen. Sie besuchen künstliche Lichtquellen und Köder. Die Raupen leben von April bis Juni und ernähren sich von den Blättern verschiedener Eichenarten (Quercus). Die Art überwintert als Ei.